# Lauda
Laudamotion — колишня австрійська бюджетна авіакомпанія. Раніше називалася Amira Air. Спочатку компанія займалася перевезеннями бізнес-класу, але з 2018 року переорієнтувалася на регулярні рейси. Припинила діяльність з 31 жовтня 2020
У серпні 2018 року ірландська авіакомпанія Ryanair оголосила про доведення своєї частки в компанії до 75 %, що зробило Laudamotion її дочірньою авіакомпанією. Одночасно анонсовано збільшення флоту з 9 до 18 літаків Laudamotion is scheduled to receive 18 Airbus A320 aircraft by summer 2019, which will replace and expand its current fleet.
У січні 2019 року Ryanair оголосила про купівлю 100 % Laudamotion у NL Holdings. Також було анонсовано збільшення флоту до 25 літаків влітку 2019 р. і до 30 літаків влітку 2020 року. Розширений флот Laudamotion складатиметься виключно з літаків Airbus.

## Флот
| Тип             | В дії | Замовлено | Пасажирів | Пасажирів | Пасажирів | Примітки                                                      |
| Тип             | В дії | Замовлено | Y+        | Y         | Загалом   | Примітки                                                      |
| --------------- | ----- | --------- | --------- | --------- | --------- | ------------------------------------------------------------- |
| Airbus A320-200 | 7     | 17        | —         | 180       | 180       | 5 орендованих літаків, оренда яких буде припинена в 2019 році |
| Airbus A321-200 | 4     | —         | —         | 212       | 212       | Мають бути замінені на Airbus A320 в 2019 році                |
| Загалом         | 11    | 17        |           |           |           |                                                               |